# Ciclo undecennale dell'attività solare
Il ciclo solare (o ciclo dell'attività magnetica solare) è il "motore" dinamico e la sorgente energetica alla base di tutti i fenomeni solari.

## Descrizione

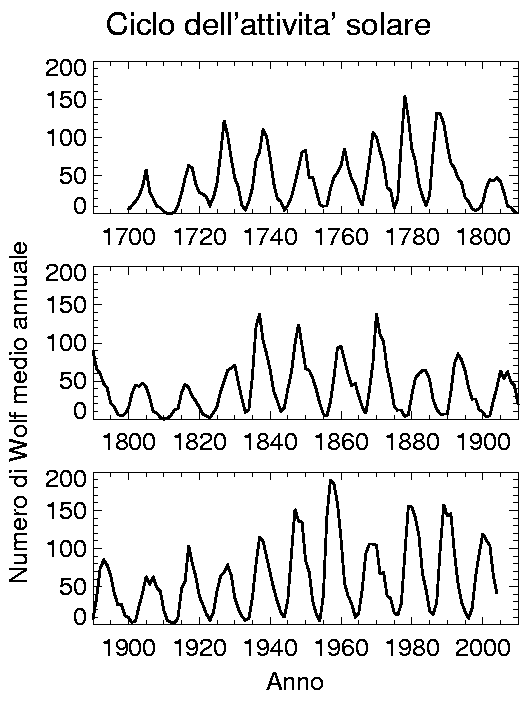
Ciclo dell'attività solare dal 1700 al 2000.

L'attività solare viene misurata in base al numero di macchie solari che compaiono in maniera ciclica e più o meno intensa sulla superficie solare. Quando la superficie solare mostra un ampio numero di macchie, il Sole sta attraversando una fase di maggior attività e emette maggior energia nello spazio circostante. Il numero medio di macchie solari presenti sul Sole non è costante, ma varia tra periodi di minimo e di massimo. Il ciclo solare è il periodo, lungo in media 11 anni, che intercorre tra un periodo di minimo (o massimo) dell'attività solare e il successivo. La lunghezza del periodo non è strettamente regolare, ma può variare tra i 10 e i 12 anni.
Durante il periodo di minimo dell'attività possono passare anche settimane intere senza che sia visibile alcuna macchia sul disco del Sole, mentre durante il massimo è possibile osservare la presenza contemporanea di diversi grandi gruppi di macchie.
Questo ciclo nella variazione del numero delle macchie solari venne intuito per primo dall'astronomo danese Christian Pedersen Horrebow (1718-1776), ma il fenomeno fu riconosciuto solo nel 1845 sulla base delle osservazioni, estese su decine di anni, compiute dall'astrofilo tedesco Heinrich Schwabe. Il ciclo venne poi esaminato in maniera più sistematica negli anni cinquanta dell'Ottocento dall'astronomo svizzero Rudolf Wolf, che introdusse il numero di Wolf per la caratterizzazione dell'attività solare. Questo numero viene calcolato moltiplicando per 10 il numero di gruppi di macchie presenti sul disco solare aggiungendovi poi il numero di macchie presenti in tutti i gruppi. Questo numero viene poi rinormalizzato per tenere conto delle differenti prestazioni degli strumenti utilizzati dai vari osservatori.
L'attività solare si manifesta in svariati modi e oltre alla variazione del numero di macchie solari, molti fenomeni osservabili del sole manifestano variazioni cicliche undecennali, tra cui la frequenza di brillamenti solari, espulsioni di massa coronali, come pure la frequenza di aurore sulla Terra.

### Il minimo di Maunder
Da quando nel 1610 Galileo mise a punto il telescopio, il Sole e le sue macchie sono state osservate con assiduità. Nel 1851 l'astronomo Heinrich Schwabe osservò che l'attività solare variava secondo un ciclo di undici anni, con massimi e minimi. L'astronomo solare E.W. Maunder si accorse che tra il 1645 e il 1715 il Sole interruppe il ciclo undecennale e ci fu un'epoca in cui quasi non ci furono macchie, denominato minimo di Maunder. Il Sole e le stelle passano un terzo della loro vita in periodi analoghi a questo, che corrispondono a minimi di emissione dell'energia e quindi a periodi freddi nel clima terrestre. Inoltre, in questi periodi le aurore boreali o australi causate dall'attività solare scompaiono o sono rare.
Ci sono stati sei minimi solari simili a quello di Maunder dal minimo egizio dell'anno 1300 a.C. Questi eventi sono però molto irregolari, con intervalli fra i minimi che variano tra i 180 e i 1100 anni; in media i periodi di scarsa attività solare durano 115 anni circa e si ripetono approssimativamente ogni 600. Siamo entrati in un profondo minimo  che secondo gli scienziati NASA si prolungherà con i cicli 24 e 25 (i cicli solari vengono contati a partire dal 1755). Con le maggiori attrezzature a nostra disposizione potremo constatare l'influenza del sole sul clima terrestre e sapere se il massimo moderno abbia contribuito al riscaldamento globale.

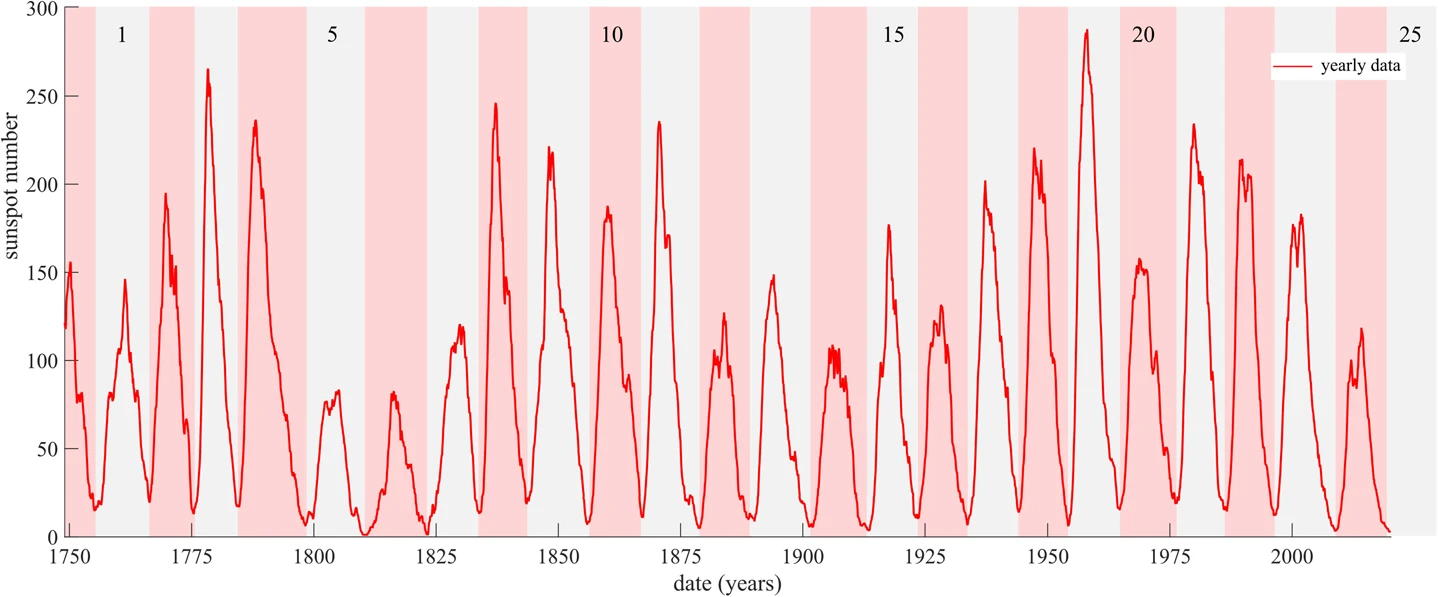
Valori medi annuali delle macchie solari dal 15 gennaio 1749 al 15 marzo 2020.

Le variazioni di Carbonio-14 e l'attività solare sono correlate. Questo permette attraverso gli studi di dendrocronologia di ricostruire queste attività e metterle in relazione con i minimi e i massimi di attività solare. Recenti studi dell'attività solare che tengono conto oltre che delle variazioni del Carbonio-14 anche delle variazioni dell'isotopo del berillio (10Be) intrappolato nelle calotte polari, evidenziano come l'aumento di attività solare prodottosi in questi ultimi duecento anni sia il più spettacolare che si sia registrato negli ultimi novemila anni, vedi grafico Figura 17.  The overall activity level.

### Variazioni dell'attività solare ed effetti sulla Terra
Il Sole è una stella con alcune caratteristiche molto variabili, che cambiano con periodi che vanno da poche ore a centinaia d'anni. La direzione del campo magnetico interplanetario, e la velocità e la densità del vento solare, dipendono tutte dall'attività del Sole. Possono cambiare drasticamente in poco tempo e influenzare l'attività geomagnetica. Quando questa aumenta, il bordo meridionale dell'aurora boreale si muove verso sud. Anche le emissioni di materia della corona solare causano ovali aurorali più grandi. Se il campo magnetico interplanetario è rivolto in direzione opposta a quello terrestre il trasferimento di energia è più grande, e quindi le aurore sono più pronunciate.
I disturbi della magnetosfera terrestre sono chiamati tempeste geomagnetiche. Esse possono produrre cambiamenti improvvisi nella forma e nel moto dell'aurora, chiamati sottotempeste aurorali. Le fluttuazioni magnetiche di tutte queste tempeste possono causare disturbi alla rete di energia elettrica, a volte facendo guastare alcuni apparecchi e causando black out estesi. Possono anche influenzare il funzionamento delle radiocomunicazioni via satellite. Le tempeste magnetiche possono durare parecchie ore o anche giorni, e sottotempeste aurorali possono avvenire molte volte al giorno. Ogni sottotempesta genera centinaia di terajoule di energia, tanta quanta ne consumano gli interi Stati Uniti in dieci ore.

### Attività solare e variazioni del clima terrestre
Da sempre la comunità scientifica ha riconosciuto nel Sole l'elemento che fornisce la quasi totalità dell'energia che muove le dinamiche climatiche terrestri (venti, piogge, correnti oceaniche, movimenti delle nuvole e delle masse d'aria...) Più complicato è stato trovare quanto e come l'attività del Sole influisca oggi sulle variazioni del clima terrestre. Fino a qualche anno fa la quasi totalità della comunità scientifica internazionale, sulla base della ricostruzione del clima da parte dei modelli, aveva maturato la convinzione che da sole le variazioni più o meno periodiche nella intensità della radiazione solare, non riuscirebbero a giustificare il forte riscaldamento attuale perché al più potevano provocare fluttuazioni di non più di 0,2 °C nel clima terrestre nell'arco di qualche decennio. Tuttavia oggigiorno molti studiosi fanno notare che l'influenza del Sole sul clima della Terra si esplica, non tanto attraverso le fluttuazioni – modeste - della quantità di energia solare in arrivo sul pianeta, quanto piuttosto attraverso un meccanismo più complesso legato all'attività solare. L'attività del Sole, infatti, viene misurata non in base alla quantità di energia irradiata nello spazio dalla nostra stella ma quanto piuttosto dal numero di macchie solari (Sunspot Number) che compaiono sulla sua superficie e che raggiungono un valore massimo ogni 11-12 anni.
Approfonditi studi portati a termine nel 2009 da scienziati statunitensi e tedeschi del National Center for Atmospheric Research (NCAR) a Boulder, Colorado, avvalendosi di più di un secolo di osservazioni meteorologiche e delle tecnologie più avanzate attualmente disponibili, hanno costruito un modello che ipotizza tale legame tra attività solare e fluttuazione del clima terrestre, producendo una simulazione volta a riprodurre la complessa interazione tra la radiazione solare, l'atmosfera e l'oceano.
I risultati degli studi, pubblicati sul Journal of Climate e su Science, dimostrano come in questo modello anche un piccolo aumento di attività solare influenza in maniera determinante l'area tropicale e le precipitazioni di tutto il globo terrestre. In particolare gli effetti di una maggiore attività solare si fanno sentire in maniera forte nel riscaldamento della troposfera tropicale (dove aumenta la quantità di ozono prodotta dai raggi UVA), nell'aumento della forza dei venti alisei, nell'aumento dell'evaporazione nella zona equatoriale e nell'aumento dell'annuvolamento e delle precipitazioni. Lo studio rileva come ci sia una indubbia associazione fra il periodico picco dell'attività solare e lo schema delle precipitazioni e della temperatura superficiale delle acque del Pacifico. Il modello messo a punto dai ricercatori mostra anche le influenze che i picchi solari hanno con due importanti fenomeni collegati al clima: La Niña e El Niño che sono originati da eventi associati ai cambiamenti nella temperatura delle acque superficiali del Pacifico orientale. In particolare l'attività solare risulta influire su La Niña e El Niño, rafforzandoli o contrastandoli.
Molti climatologi ritengono che, al fine di comprendere meglio i meccanismi legati ai cambiamenti climatici e per rendere più affidabile gli scenari climatici futuri, tali studi siano importanti per capire la base naturale della variabilità climatica e per comprendere come la variabilità climatica naturale, in tempi diversi, sia significativamente influenzata dal sole.

### Raggi cosmici e attività solare
Un'altra importante relazione è stata osservata tra il flusso dei raggi cosmici che arrivano sulla Terra e l'aumento o diminuzione della copertura nuvolosa terrestre. A sua volta il flusso di particelle cosmiche che giungono sulla Terra varia con il variare dell'attività solare. Quando l'attività solare aumenta, aumenta anche il vento solare, un flusso di particelle cariche che si propaga nello spazio insieme al suo forte campo magnetico. Ma tale campo magnetico posto tra il Sole e la Terra deflette i raggi cosmici, velocissime particelle cariche provenienti dal sole e dallo spazio intergalattico, i quali, stante la loro elevata energia di urto, hanno la proprietà di ionizzare l'atmosfera, specie là dove questa è più densa (e quindi gli urti sono più numerosi) ovvero nella parte più prossima al suolo. Le molecole d'aria elettrizzate dai raggi cosmici possono andare a costituire centri di nucleazione, insieme al pulviscolo atmosferico, ottenendo di coagulare su di sé il vapore acqueo circostante, favorendo in tal modo la formazione di nubi nella bassa atmosfera. A sua volta, le nubi basse hanno la proprietà di raffreddare la Terra. Quindi quando l'attività solare è più intensa l'atmosfera ha meno copertura nuvolosa perché i raggi cosmici saranno maggiormente deviati dal vento solare così che maggiore energia giunge fino alla superficie terrestre (contribuendo così al riscaldamento climatico). Invece quando l'attività solare è più debole sarà maggiore la copertura nuvolosa dell'atmosfera terrestre per cui diminuisce l'energia che arriva sino alla superficie, energia che viene respinta dalle nuvole. In quest'ultimo caso diminuisce il riscaldamento climatico.
Analizzando la situazione del 2014 vediamo come l'attività solare sia aumentata nel corso degli ultimi 300 anni e in particolare negli ultimi 50 anni. Negli ultimi 30 anni l'aumento dell'attività solare ha tenuto lontano dalla Terra gran parte dei raggi cosmici e quindi vi è stata una minore formazione di nubi in prossimità del suolo e questo potrebbe spiegare, insieme ad altri fattori, il forte riscaldamento della Terra degli ultimi decenni. Nell'ultimo decennio invece l'attività solare sembra aver subito un lento declino: il Sole, nel suo ciclo undecennale, dopo avere raggiunto il minimo di attività nelle macchie solari nel 2007, in seguito ha dato solo timidi segnali di risveglio. Dal 2004 al 2011 sono stati 821 i giorni senza macchie, contro una media di 486. Negli ultimi 100 anni soltanto tra il 1911 e il 1914 il sole era stato così eccezionalmente pigro. Questa circostanza giustificherebbe l'improvviso aumento della nuvolosità bassa negli ultimi anni; uno studio del 2000 sembra aver mostrato che il riscaldamento globale dall'inizio dell'ultimo secolo possa essere stato causato dall'attività solare: gli autori dello studio però non escludono altre cause nel riscaldamento degli ultimi decenni.